# 안티오키아 교회
안티오키아 교회(아랍어: كنيسة أنطاكية, ar; 튀르키예어: Antakya Kilisesi) 혹은 안디옥 교회는 훗날 기독교의 펜타르키를 이루게 된 다섯 주요 교회 중 첫 번째 교회로, 그 주교좌는 고대 그리스 도시 안티오키아(현재의 안타키아)에 있었다.

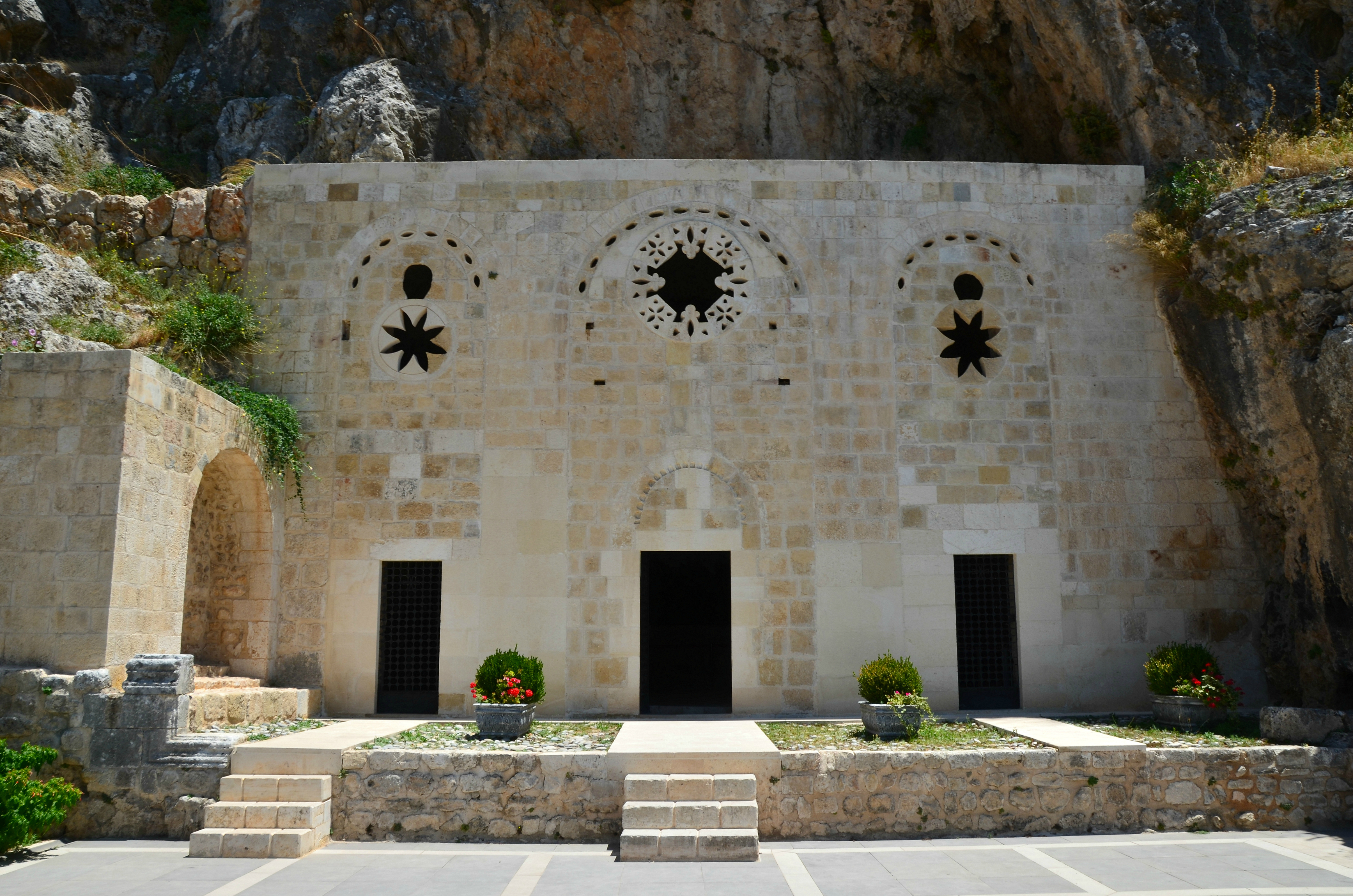
베드로 성당, 안티오키아

안티오키아 교회는 사도행전 11장에서 처음 나타나는데, "키프로스와 키레네 출신 몇몇 사람들이 안티오키아에 이르러 그리스인들에게 주 예수를 전파하니 [...] 많은 사람이 믿고 주께로 돌아왔다"고 기록되어 있다. 이후 사도 바울로(사울이라고도 불림)와 바르나바는 선교 여행을 시작하며 안티오키아에서 1년간 설교하였다. "그리스도인"이라는 용어는 이 교회 신도들을 부르는 이름으로 처음 사용되었다.

## 역사
사도행전 11장 19~26절에 따르면, 바르나바는 사울을 찾아 타르수스로 갔다가 그를 안티오키아로 데려왔다. 그들은 교회에서 만나 1년간 가르쳤다. 예루살렘의 박해로 인해 흩어졌던 제자들이 안티오키아에서 처음으로 그리스도인이라고 불렸다. 안티오키아 교회의 주요 지도자였던 바르나바는 이후 새로운 교회를 조직하기 위해 파견되었다. 이 교회는 훗날 펜타르키의 다섯 위대한 총대주교 중 하나인 안티오키아 총대주교청이 되었다.
사도 바울로로도 알려진 사울은 안티오키아에서 선교 여행을 시작했다. 사도행전에 따르면, 예루살렘에서 온 유대주의자들이 교회에서 소란을 일으켰다. 바울로의 첫 번째 선교 여행의 시작점과 끝 지점은 모두 안티오키아였다. 안티오키아의 이방인 개종자들을 위한 예루살렘 교령 이후, 바울로는 안티오키아에서 두 번째 선교 여행을 시작했다. 그의 세 번째 여행도 그곳에서 시작되었다. 그 후 이그나티오스는 107년에 순교할 때까지 40년간 그곳에서 주교로 봉사했다.
안티오키아는 아마도 대사명 이후 이방인들에게 선교사들을 파견하는 중심지 역할을 했다. 일곱 보조자 중 한 명인 니콜라오는 안티오키아 출신 선교사였다.
안티오키아는 또한 407년에 사망한 저명한 기독교 교부인 요한네스 크리소스토모스의 출생지이기도 하다.
총대주교좌는 원래 안티오키아(현재의 튀르키예)에 있었다. 15세기에 오스만 제국의 침략에 대응하여 다마스쿠스로 이전되었다.
고대 회당의 일부 사제 예식과 그리스어 기원의 찬가는 현대까지 부분적으로 살아남았는데, 특히 튀르키예 하타이주, 시리아, 레바논, 북부 이스라엘의 멜키트와 그리스 정교회 공동체의 독특한 예배에서 그렇다. 이 공동체의 구성원들은 여전히 자신들을 룸(Rūm)이라고 부르는데, 이는 튀르키예어, 페르시아어, 아랍어로 문자적으로 "동로마인" 또는 "비잔틴인"을 의미한다. "룸(Rūm)"이라는 용어는 "그리스인" 또는 "이오니아인"을 의미하는 "유나니윤(Yūnāniyyūn)"보다 선호된다.

## 후계 분파

### 오리엔트 정교회
- 안티오키아와 모든 동방 시리아 정교회 총대주교청은 칼케돈을 거부하고 독자적인 가시적 교계와 정치 체제를 형성한 안티오키아인들의 후손이라고 주장하며, 칼케돈 비수용 안티오키아인들이 성좌와 재결합한 후에도 독자적인 노선을 유지했다.

### 동방 정교회
- 안티오키아와 모든 동방 그리스 정교회 총대주교청은 칼케돈을 수용하고 독자적인 가시적 교계와 정치 체제를 형성한 안티오키아인들의 후손이라고 주장하며, 칼케돈 수용 안티오키아인들이 성좌와 재결합한 후에도 독자적인 노선을 유지했다.

### 가톨릭
마론, 멜키트, 시리아 가톨릭 총대주교청은 로마 가톨릭교회와 완전한 상통관계에 있으며, 따라서 서로의 주장을 인정한다. 로마 가톨릭교회는 또한 1100년에 보에몽(안티오키아 공국의 설립자, 십자군 국가 중 하나)을 통해 안티오키아 라틴 총대주교를 임명했다. 십자군 이후 이 직책은 1268년에 명예직이 되었고, 1964년에 폐지될 때까지 수세기 동안 명예직으로 유지되었다.
안티오키아와 모든 동방 마론 총대주교청은 5세기에 마론에 의해 설립되었다. 이 총대주교청은 이후의 이슬람 침략에서 살아남았으며, 12세기에 로마와의 상통관계를 재확인했다.
안티오키아와 모든 동방, 알렉산드리아, 예루살렘의 멜키트 가톨릭 총대주교청은 안티오키아 교회의 연속적인 칼케돈파였으며, 당시 총대주교 키릴 6세 타나스에 의해 멜키트라고도 불렸다. 그는 총대주교청을 로마와 다시 상통관계로 되돌렸다. 로마와의 상통관계를 거부한 이들은 오늘날의 안티오키아 그리스 정교회를 형성했다.
안티오키아 시리아 가톨릭 총대주교청은 칼케돈 공의회 이후 처음 형성된, 멜키트가 아닌 비칼케돈파 안티오키아 교회의 연속적인 분파였다. 가톨릭과 연합한 안드레아스 아키잔이 안티오키아 시리아 총대주교로 선출되면서, 총대주교청은 이후 로마와 완전한 상통관계를 재개했으며, 1782년 미카엘 3세 자르웨가 총대주교로 선출되면서 다시 상통관계를 재수립했다. 로마와의 상통관계를 거부한 이들은 오늘날의 안티오키아 시리아 정교회를 형성했다.

## 같이 보기
- 초기 기독교
- 안티오키아 사건
- 하나님을 경외하는 자들